# 古典的自由主義
古典的自由主義（、英: classical liberalism）は、個人の自由と小さな政府を強調する思想であり、伝統的自由主義、レッセフェール自由主義、市場自由主義、また英語ではリバタリアニズム、英米以外では単に自由主義（リベラリズム）と呼ばれることもある。
人間の合理性、個人の財産権、自然権、自由権の保障、個人の拘束からの自由、政府に対する憲法的制約、自由市場、そして政府に財政面の制約を課すための金本位制を重視する。これらの価値は、ジョン・ロック、アダム・スミス、デイヴィッド・ヒューム、デヴィッド・リカード、ヴォルテール、モンテスキューらの書物で挙げられているものである。このことから分かるように、古典的自由主義は、18世紀末から19世紀にかけての経済学的自由主義と政治的自由主義が融合したものである。古典的自由主義の規範の中心となるのは、レッセ・フェール（自由放任）の経済によって、内在的秩序、すなわち見えざる手が働き、社会全体の利益となるという考えである。ただし、国家が一定の基本的な公共財（公共財となる物は、非常に限定的に考えられているが）を提供することには必ずしも反対しない。
「古典的」という形容は、より新しい、20世紀の自由主義（リベラリズム）や、それに関連した社会自由主義のような動きと区別するために、後から付けられたものである。この新しい自由主義（以下、この意味では「リベラリズム」という訳語を用いる）は、経済的問題について国家が介入者としてのより強い役割を担うことを促すものである。一方、古典的自由主義者らは、最小の政府の枠を超えることに懐疑的であり、福祉国家論に反対の立場をとる。
古典的自由主義は、19世紀末から20世紀にかけていったん廃れたが、20世紀に古典的自由主義の復活に寄与したと目されるのが、ルートヴィヒ・フォン・ミーゼス、フリードリヒ・ハイエク、ミルトン・フリードマンの3人である。経済学的局面において、この復活は、主にその反対者から、新自由主義（ネオリベラリズム）と呼ばれることがある。なお、ドイツの「オードリベラリズム (ordoliberalism)」は、これとは全く意味が異なる。アレクサンダー・リュストウ（Alexander Rüstow）やウィルヘルム・レプケ（Wilhelm Röpke）は、レッセ・フェール自由主義者と異なり、より国家による介入を指向しているからである。古典的自由主義は、現代のリバタリアニズムと共通する面が多く、この二つの用語は、小さな政府を主張する人によってほぼ互換的に用いられている。

## 概要
ヨーロッパでは自由主義は多くの対抗勢力からの反対を受けたのに対し、アメリカでは、自由主義の理想に対する反対はほとんどなかったため、自由主義は強く根付いた。産業革命期から大恐慌を経て、アメリカの自由主義は最初の思想的挑戦を受けることとなった。大恐慌の時までに、アメリカの自由主義は、それまで反対していた大きな国家に対する考え方を変えた。この転換について、アーサー・シュレジンジャーはこう書いている。
なお、これに対し、ヨーロッパでは、イギリスの島々を除けば、自由主義は、社会主義のようなライバルたちと比べて、かなり弱い立場にあり、支持を失っていたので、その意義についての変化も起こらなかった。
ところが、1970年代までに、経済の伸び悩みと税金・負債の上昇が、新たな古典的自由主義の復活を促した。フリードリヒ・ハイエクとミルトン・フリードマンは、財政政策における政府の介入に対する反対論を述べ、その考え方は1980年代から、アメリカ及びイギリスの保守政党によって採用された。実際、ロナルド・レーガン米大統領は、フレデリック・バスティア、ミーゼス、ハイエクの影響を認めている。
ナンシー・L・ローゼンブラムは次のように書いている。
古典的自由主義は、特に個人の自律権 (sovereignty of the individual) を強調し、財産権が個人の自由にとって不可欠であると考える。これが、レッセ・フェールの原則の哲学的基礎になっている。もともと古典的自由主義者のイデオロギーは、直接民主制に反対するものであった。なぜなら、多数派による支配というむき出しの概念には、多数派がいつも財産権を尊重したり法の支配を維持したりすることを保証するものは何もないからである。例えば、ジェームズ・マディソンは、直接民主制に反対し、個人の自由を保障した立憲共和政体を支持して、その理由を次のように述べた。直接民主制においては、「ほとんどの場合に、一つの感情や利益が多数派によって共有されるであろうが、弱者を犠牲にしようとする誘引をチェックするものはない。」
アンソニー・クィントンによれば、古典的自由主義者は、「束縛されない市場」が、人間の需要を満たし、資源を最も生産的な使用に向けるための最も効率的な仕組みであると信じている。古典的自由主義者は、保守主義者よりも、最小限度を超える政府の存在に対し懐疑的である。ただし、無政府資本主義者のウォルター・ブロックは、アダム・スミスは自由経済の唱道者であったと同時に、政府の多くの分野での介入も許容していたと指摘する。古典的自由主義による「規制されない自由市場」の提唱は、「個人が合理的で、利己的で、かつ目標に向かって順序だった行動をするという想定」に基づいている。
古典的自由主義は、個人の権利は自然的、内在的ないし不可侵のものであり、政府の存在とは関係なく存在するものであると主張する。トマス・ジェファーソンは、これを「不可侵の権利 (inalienable rights)」と呼んだ。彼は、「……正当な自由とは、他者の同等の権利によって我々の周りに引かれた制約の範囲内で、我々の意思に基づいた行為が妨げられないことをいう。これに『法の制約の範囲内で』と付け加えることはしない。なぜなら、法とはしばしば独裁者の意思にすぎず、またそれが個人の権利を侵害する場合は常にそうであるからである。」 と述べている。古典的自由主義にとって、権利とは消極的性質を持つもの、すなわち他者（そして政府）が個人の自由に介入しないよう要求する権利である。これに対し、社会自由主義（現代自由主義、または福祉自由主義ともいう）は、個人が他者から一定の利益やサービスを受けられる積極的権利を有すると主張する。社会自由主義者と異なり、古典的自由主義者は、福祉国家論に対して敵対的である。そして、実体的平等（結果の平等）には関心がなく、「法の前の平等」にのみ関心を持つ。また、古典的自由主義は、社会自由主義に対し批判的であり、個人の権利を犠牲にして集団の権利を追求することに反対する。
ハイエクは、古典的自由主義の中には、「イギリス系」と「フランス系」という二つの異なる系譜があるとする。ハイエクによれば、デイヴィッド・ヒューム、アダム・スミス、アダム・ファーガソン、ジョサイア・タッカー（Josiah Tucker）、エドマンド・バーク、ウィリアム・ペーリーといったイギリスの思想家によって代表される系譜は、経験論、コモン・ロー、そして自然発生的に生成した（理論的には完全に解明されていない）慣習や制度に対する信頼を表現したものであった。一方、フランス系には、ルソー、コンドルセ、百科全書派、重農主義者が含まれる。この系譜は、合理主義と、理性の無限の力を信じ、時には伝統や宗教に対する敵意を見せる。ただし、国によるラベル付けが、それぞれの系譜に属する人に正確に対応するものではないことは、ハイエクも認めるところである。例えば、ハイエクは、フランス人のモンテスキュー、バンジャマン・コンスタン、アレクシス・ド・トクヴィルは「イギリス系」に属するとし、イギリス人のトマス・ホッブズ、ウィリアム・ゴドウィン、ジョゼフ・プリーストリー、リチャード・プライス、トマス・ペインは「フランス系」に属するとしている。また、ハイエクは、「レッセ・フェール」というラベルはフランス系から来たものであって、ヒュームやアダム・スミスやバークの思想とは無縁のものであるとして、これを退けている。

## 古典的自由主義の誕生

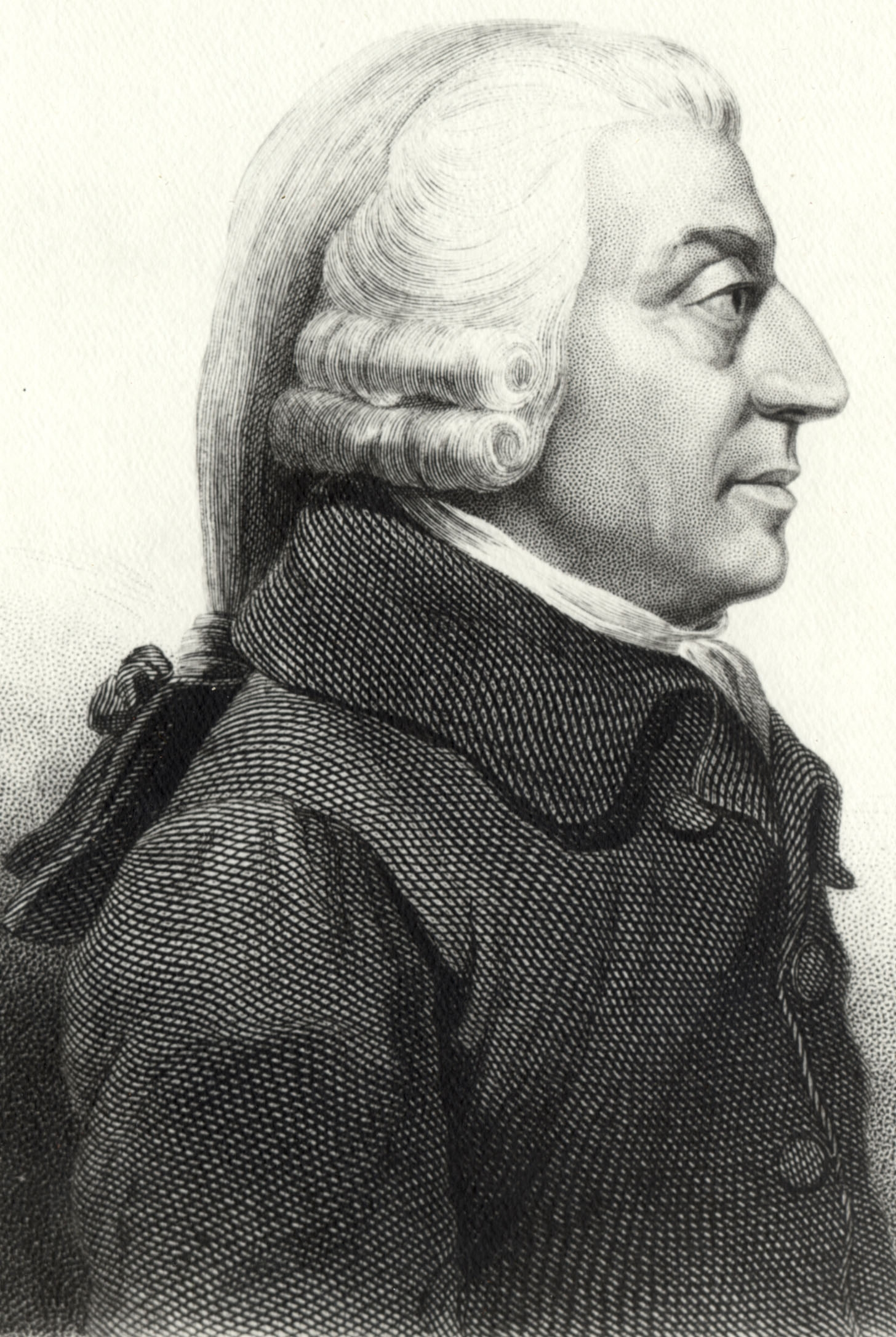
アダム・スミス（1723年?-1790年）。

現代の古典的自由主義のイデオロギー的起源は、古代ギリシア及び中世の思想に遡ることができる。16世紀スペインのサラマンカ学派は、その先触れとして引用される。彼らは、人権と国民主権を強調し、道徳は宗教に基づかなくてもよいと信じ、また商業を道徳的なものとして弁護した。デジデリウス・エラスムスやニッコロ・マキャヴェッリなどその他のルネサンス期思想家は、中世の宗教的伝統に代わるヒューマニズムの台頭を象徴している。
トマス・ホッブズやバールーフ・デ・スピノザといった17世紀の合理主義思想家は、社会契約のような、後に自由主義が重きを置くことになる理論を発展させた。
しかし、自由主義が古典的な形で定式化されたのは啓蒙時代になってからであった。ジョン・ロックの『市民政府二論』は、権力の正統性は被治者の同意に基づくとし、アダム・スミスの『国富論』は、経済への国家の介入と保護貿易を主張する重商主義を退け、現代的な自由市場経済の理論を発展させた。これらの初期の自由主義者は、重商主義を、大衆の幸福を犠牲にして特権階級を富ませるものであるとみなした。このほか、初期の自由主義的表現としては、フィンランドの政治家で哲学者のアンデルス・キデニウス（Anders Chydenius）が推進した、自由主義北欧学派がある。

## 古典的自由主義の主張

### 自由貿易と世界平和
アダム・スミス、リチャード・コブデンを含む何人かの自由主義者は、国家間の財の自由な交換は世界の平和に結び付くと主張した。コロンビア大学のエリック・ガーツキ博士は、「モンテスキュー、アダム・スミス、リチャード・コブデン、ラルフ・ノーマン・エンジェル、リチャード・ローズクランスといった学者は、長く、自由市場には、国家を、戦争が繰り返されるという不安から解き放つ潜在的な力があると推測してきた。」 と述べている。民主主義的平和理論で知られるアメリカの政治学者、ジョン・R・オニールとブルース・M・ラセットは、次のように述べている。
アダム・スミスは、『国富論』の中で、社会が狩猟社会から産業社会へと進歩していくとともに、戦争による戦利品は増えるであろうが、戦争の経費もそれを上回って上昇するので、産業化した国にとって戦争を行うことは難しく、コストのかさむものになるであろうと論じた。
コブデンは、戦費が国家の繁栄を阻害し、少数のエリートを益していると信じた。イギリスの帝国主義は、重商主義政策による経済的規制の帰結であるとした。コブデンや、その他多くの古典的自由主義者にとって、平和を唱える者は必然的に同時に自由な市場を唱えるべきだと考えられた。

### 自由の概念
オブジェクティビスト・センターの所長でリバタリアンであるデイビッド・ケリーは、古典的自由主義者の自由の概念は現代的リベラルの自由の概念とは全く異なったものであるとする。古典的自由主義者が、自由貿易と、小さな中央政府を主張するのに対し、現代的リベラルは自由と人権を定義し直し、財産権、労働、資本を広汎に管理する大きな政府を認める。アダム・スミスは、人間の福祉に最もかなうようにするためには、個人は「生活を維持し、財を取得する」という自己の利益を追求できるように自由に放任されるべきであり、政府は自由な企業への介入を避け、ただ不正な競争に対する監視にとどめるべきだと主張した。
古典的自由主義の自由の概念について、エディンバラ・レビュー誌は1843年にこう書いている――貿易の自由、思想の自由、言論の自由、そして行動の自由は、一つの大きな基本的真実の変形にすぎないということ、これらすべてが維持されなければならず、そうしなければすべてが危機に直面する、すなわち一心同体であるということを信じなければならない。
また、ケリーは、古典的自由主義者は自由を消極的自由、すなわち他者の強制的行為からの自由としてとらえていると指摘する。現代的リベラルは、積極的自由、すなわち財の提供を求める権利を含めて考えている。現代的リベラルが理解する積極的自由は、古典的自由主義者が理解する消極的自由と対極にあるものである。ジョン・スチュアート・ミル（当時、小さな政府と自由貿易を唱える自由主義者であった）は、この違いを認識して、次のように述べている。
文明化した社会の構成員に対し、その意思に反して正当に権力を行使し得るのは、他者への危害を防ぐことを目的とする場合だけである。物質的に、あるいは道徳的にその人のためになるというだけでは、正当な理由として不十分である。

## 自由主義の転換

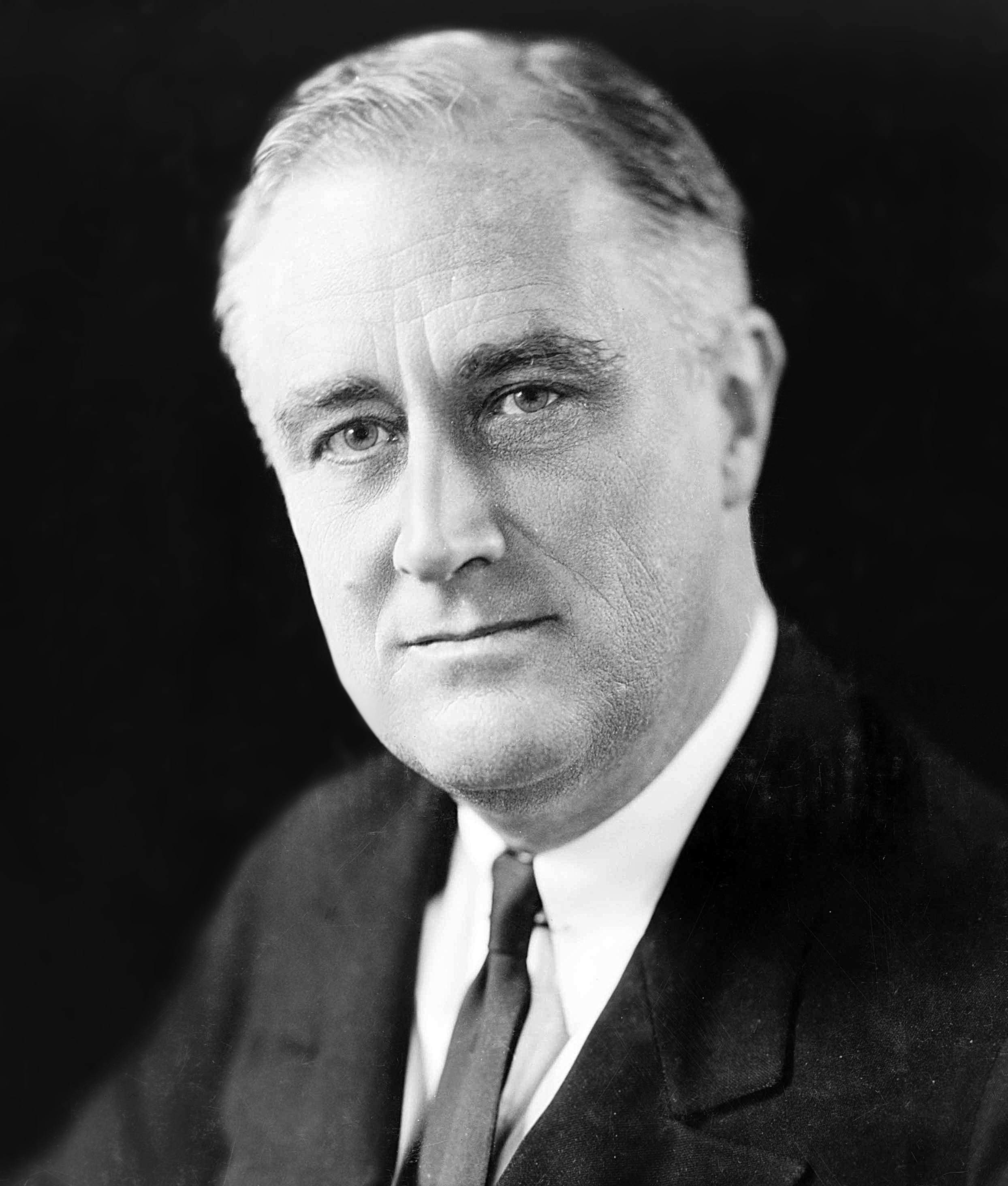
ニューディール政策を実行したフランクリン・ルーズベルト大統領（在任1933年-1945年）。

1877年から1937年にかけてのアメリカにおける、レッセ・フェール的立憲主義からニューディール体制へ、古典的自由主義から民主主義的社会福祉国家主義への自由主義の転換がどうして起こったのかは、学者による研究の対象となっている。
19世紀、ほとんどの民主主義国家で選挙権が拡大し、新しく選挙権を得た市民は、政府による経済介入に対する賛成票を投じることが多かった。識字率の上昇と知識の広がりは、様々な形で社会的な積極行動主義へ結び付いた。自らを社会自由主義者と呼ぶ人々は、児童労働を禁止する法律や、労働の安全の最低基準を定める法律の制定を求めた。これに対し、自由放任経済を主張する自由主義者は、そのような施策は経済成長の妨げとなるだけでなく、自由に対する不当な制約であると考えた。そのため、19世紀の社会自由主義は、「古典的自由主義」と袂を分かつこととなった。1911年、レナード・T・ホブハウスは著書『リベラリズム』を出版し、そこで「新しいリベラリズム」について述べた。それは、政府の経済への介入を一定限度で認め、彼が「正当な同意」と呼ぶ、取引の平等に対する集団的権利を認めるものであった。ハイエクは、ホブハウスの著書は古典的自由主義とは余りに異なるものととらえ、『リベラリズム（自由主義）』ではなく『ソーシャリズム（社会主義）』というタイトルの方が正確だっただろうと論評した。なお、ホブハウス自身は、自分の考えを「リベラル・ソーシャリズム（自由社会主義）」と呼んだ。
アメリカでは、「リベラリズム (liberalism)」という言葉は社会自由主義を指すことがほとんどである。一方、ヨーロッパのいくつかの国では、「リベラリズム」はアメリカでいう「リバタリアニズム」を指す。つまり、ヨーロッパの「リベラリズム」は自由な市場経済と、より小さな政府を支持するものであることが多い。
オーストラリアでは、中道右派、すなわち「保守」政党の名前がオーストラリア自由党である。「自由 (liberal)」という言葉が選ばれたのは、旧コモンウェルス自由党 (Commonwealth Liberal Party) を指し示すとともに、「社会主義者」のオーストラリア労働党と区別するためであった。しかし、現代アメリカ的用法が知られているため、「自由 (liberal)」という言葉は、自由党の党員ないし支持者を示す場合から、古典的自由主義者を表す場合、更には現代アメリカ的意味での「リベラル」（社会自由主義）を表す場合まで、広い意味を持ち得るものとなっている。

### 社会自由主義の起源について
社会自由主義が、古典的自由主義の思想に基礎を置くものであるか否かについては、論争がある。自ら古典的自由主義者を名乗るジョージ・メイソン大学の教授レナード・リッジョ（Leonard Liggio）は、社会自由主義は古典的自由主義と同じ理論的基礎を有するものではないとする。彼は、次のように述べている。
古典的自由主義は自由主義 (liberalism) である。しかし現代のコレクティビスト（集産主義者）たちがアメリカでその呼び名を奪ってしまった。幸いなことに、ヨーロッパではそうではなく、彼らは自らを社会主義者（ソーシャリスト）と呼んで満足していた。一方、アメリカでは、誰も社会主義者と呼ばれたがらず、自らが社会主義者であると認めたがらない。
リッジョは、それが自由主義（リベラリズム）の意味がヨーロッパとアメリカで異なっている理由だと考えている。ルートヴィヒ・フォン・ミーゼスやハイエクらオーストリア学派、またミルトン・フリードマンらシカゴ学派（新古典派経済学とも呼ばれる）も、社会自由主義が古典的自由主義から連続的に発展したものであるとの主張を否定する。フリードマンは次のように述べる。
19世紀末から、特に1930年以降のアメリカで、自由主義 (liberalism) という用語は、従来とは大きく異なった点に重点が置かれるようになった。特に経済政策の分野ではそうであった。望ましいと考えられる目標を達成するために、私人の自発的解決よりも、主に国家に頼ろうという姿勢と結び付くようになった。自由よりも福祉と平等がキャッチフレーズとなった。19世紀の自由主義者は、自由の拡大が福祉と平等を促進する最も効率的な方法であると考えていたが、20世紀の自由主義者（リベラル）は、福祉と平等が自由の前提条件、あるいはそれに代わるものと考えている。福祉と平等の名の下に、20世紀の自由主義者（リベラル）は、まさに古典的自由主義が戦ってきた相手である、国家の介入政策とパターナリズムの復活を志向するようになった。時計の針を18世紀の重商主義に逆戻りさせているのは自分であるにもかかわらず、20世紀の自由主義者（リベラル）は、真の自由主義者を保守的（反動的）であると酷評したがるのだ！
ハイエクは、自分は保守主義者ではない、なぜなら自分は自由主義者だからであると論及した。そして、「自由主義」のラベルを、現代の僭称者らに引き渡すことを拒んだ。ハイエクは、保守主義が道徳的・宗教的理想に依拠している点、ナショナリズムに傾いて世界的な観点を避けようとする傾向がある点と比べても、保守主義とは思想的に一線を画していた。
ヨーゼフ・シュンペーターは、「これは最上の（そのつもりはなくても）ほめ言葉なのだが、私企業のシステムの敵は、そのラベルを着服してしまうのが賢いやり方だと考えたのである。」と述べ、暗に、社会自由主義者が自由主義という言葉を「盗み」、本来の意味とは対極的な定義を与えてしまったと示唆している。
ピューリッツァー賞を受賞した作家ダニエル・ヤーギンとファイナンシャルアドバイザーのジョセフ・スタニスロー（Joseph Stanislaw）は、アメリカにおける自由主義の意味の変容について、次のように書いている。
1920年代、ニューヨーク・タイムズ紙は、「『リベラル』という由緒ある言葉の着服」を批判し、「ラディカルな赤の学派（共産主義者ら）は、『リベラル』という言葉を元の所有者に返すべきだ」と論じた。
彼らは、このニューヨーク・タイムズによる批判をもとに、次のように主張する。――革新派の著述家たちは、リベラルという言葉を「革新主義（Progressivism）の代用語」として用いた。「革新主義という言葉は、堕ちた英雄、セオドア・ルーズベルトと結びつけられて輝きを失ってしまったからである。」という。彼らはまた、ハイエクが『なぜ私は保守主義者ではないか』と題するエッセイで示した次のような見方にも同意する。――すなわち、フランクリン・D・ルーズベルトは、自由主義（リベラリズム）は「経済生活に対する政府の義務と責任についての、変容を遂げた概念を表す分かりやすい英語である」と述べたが、そこでリベラルという言葉を「左翼ではないかという非難をかわす」ために用いたというのである。
一方、社会自由主義者たちは、19世紀末イギリスのトーマス・ヒル・グリーンから始まって、繰り返し、自分たちの自由主義は、古典的自由主義の核心的な価値観（その価値観の実際における適用のされ方ではない）とは整合的なものであると述べてきた。彼らの立場は、次のように要約することができる。(1) 個人に対する強制が行われるのは、政府による場合だけでなく、私企業から、契約という合意を装って行われる場合もある。したがって政府に対するのと同様に、私企業に対しても、その権力に制限を加える必要がある。(2) 自由主義（リベラリズム）にとって最終的に重要なのは、束縛からの自由（消極的自由）ではなく、個人の自律性（積極的自由）であり、国家との関係における消極的自由はそれ自体が目的というよりも、積極的自由を達成するための手段にすぎない。手段だけでは不十分であり、場合によっては、それが、経済的・社会的不平等を減らすことによる全体の自由の最大化を阻害することすらある。
ノースカロライナ大学チャペルヒル校の人文学の教授ジョン・マガウアン（John McGowan）は、現代アメリカのリベラリズムは、合衆国憲法を制定した建国の父たちのリベラリズムから進化したものであると指摘する。マガウアンによれば、建国の父たちは、政府が経済を規制することに積極的であり、資本家のレッセ・フェール的イデオロギーは、「金ぴか時代」（南北戦争終結から19世紀末にかけてのにわか景気の時代）まではヨーロッパのように優勢にならなかった。アメリカのリベラルのこうした積極主義的姿勢は、権力をできる限り広く分配し、すべての権力をチェック・アンド・バランスのシステムに置こうとする欲求に遡ることができる。現代アメリカのリベラルは、権力が経済的エリートに集中することを防ぎ、市場や企業の力と、政府の力とを均衡させ、それによってチェックから漏れる力をなくすことを目指している。さらに、現代アメリカのリベラルは、経済の一定の側面について政府が規制を行うことが、積極的自由を提供するために不可欠であると考えている。
現代アメリカのリベラルは、革新主義（Progressivism）の後裔であり、現代アメリカの保守派は、古典的自由主義の直系の後裔であるといえる。「財政保守主義 (fiscal conservative)」という用語は、通常、古典的自由主義的な経済観を持った、自由市場経済を志向する人々を指す。したがって、アメリカでは、財政保守主義は伝統的に「自由主義的な」経済観を有しているのである。もっとも、財政保守主義は現代アメリカの保守派の一つの要素を構成するにすぎず、他に社会保守主義と外交政策上の保守主義という要素がある。

### 新古典派経済学との関係
新古典派経済学の論者を「右派経済自由主義者」、「自由保守主義者 (liberal conservatives)」、「新右派 (new right)」とみなす考え方があるが、これに対しては、このような用語の選び方は、初期の自由主義の政治的立場を無視して、アダム・スミスやリカードといった古典派経済学者の業績だけに注目したものであるとの批判がある。また、ハイエクによる古典的自由主義観は、ジョン・ロックやJ・S・ミルのような優れた思想家の業績を無視した特異なものであるとの論調がある。しかしながら、ハイエクはその政治学の著書の中でJ・S・ミルを51回（ハイエクが引用している全政治思想家の中で3番目に多い）、ロックを32回引用している。

## 古典的自由主義とリバタリアニズム
ピサ大学政治学部の教授ライモンド・クベッドゥ（Raimondo Cubeddu）は、「リバタリアニズムと古典的自由主義を区別するのは難しい場合が多い。最小国家主義を信奉するいわゆるリバタリアン――ロックやノージックに始まり、国家は財産権を実効的に保障するために必要なのだと考える人々――にとって、これら二つの名称はほとんど互換的に用いられている。」と述べる。リバタリアンは、自分たちと古典的自由主義は多くの哲学的・政治的・経済学的姿勢（例えば自由放任的な政府、自由な市場、個人の自由）において共通していると考えている。しかしながら、これは単なる「表面的な」類似にすぎないという反論もある。
リバタリアニズムと自由主義の類似は、表面的なものである。究極のところ、リバタリアンは自由主義にとって本質的な制度を否定するものである。リバタリアニズムと似ているのは、自由主義が歴史的に自分たちの敵とみなしていた価値観、すなわち封建主義の基礎となっている私的政治権力の理論の方だというのが、正しい理解である。封建主義と同様、リバタリアニズムは、正統な政治的権力は私的契約のネットワークの中に置かれると考える。政治的権力とは全体の利益のために公平に行使されるべき公的権力であるという、自由主義にとって本質的な理念を、リバタリアニズムは否定する。
同様に古典的自由主義とリバタリアニズムの違いを強調する論者は、古典的自由主義の代表的思想家たちはリバタリアニズムから遠く離れた所にいたと指摘する。
アダム・スミスは、市場を重視しながらも数多くの例外を認めていた、穏健な自由企業論者と見るべきである。彼は、至るところに政府の存在を許容していた。――ジート・ヒアー
19世紀半ばのエイブラハム・リンカーン大統領も、国家による鉄道の供給・規制を認めるホイッグ党的な経済自由主義に則った政策をとった。1862年の太平洋鉄道法によって、大陸横断鉄道の建設が行われた。
ただし、こうした指摘は、「リバタリアニズム」を、絶対的な自由放任主義であると捉えていると思われる。確かに一部のリバタリアンはすべての政府による介入に反対しているけれども、一定の政府による介入や、道路や公益企業の提供を例外として認めるリバタリアンもいる。したがって、一部の古典的自由主義者が絶対的な自由放任主義に対する例外を設けていることを理由に、リバタリアニズムは古典的自由主義とは異なるものであるとする主張は、ある一つのタイプのリバタリアニズムを前提としたものにすぎないと思われる。
また、自由主義的制度に備わるチェック・アンド・バランスの仕組みが、多くのリバタリアンの支持する完全な経済的規制の撤廃と衝突するとして、リバタリアニズムと自由主義は根本的に折り合わないものであるという議論もある。しかし、古典的自由主義、リバタリアニズム双方の内部に多数の党派があるため、両者の異同についての議論は難しい。例えば、そもそも、最小国家主義のリバタリアンも、必ずしも完全な経済的規制の撤廃を主張しているわけではなく、少数の限られた公共財については税金をもとに供給することを支持している場合が多い。
オックスフォード大学教授アラン・ライアン（Alan Ryan）は、次のように述べる。
現代のリバタリアンが言う、自分たちは古典的自由主義者である〔との主張は〕全面的に正しいわけではない。ロバート・ノージックの『アナーキー・国家・ユートピア』に代表される、売春、薬物使用、非オーソドックスな性行為など「被害者なき犯罪」を非犯罪化すべきだとするリバタリアンの思想の系譜が少なくとも一つある。そういった主張は、ジョン・ロックやアダム・スミスにはなかったものである。